# جایزه صلح فلیکس هوفویت-بوینی
جایزه صلح فلیکس هوفویت-بوینی (انگلیسی: Félix Houphouët-Boigny Peace Prize) در سال ۱۹۹۰ از طرف یونسکو بنا نهاده شد.
«برای احترام به افراد و نهادها یا موسسات دولتی یا خصوصی فعال که سهم قابل توجهی در ترویج، جستجو، حمایت یا برقراری صلح مطابق با منشور ملل متحد و اصول یونسکو ادا کرده‌اند.»
این جایزه به نام فلیکس هوفویت-بوینی حاکم درگذشته و سابق ساحل عاج است که از زمان استقلال در سال ۱۹۶۰ تا زمان مرگش در سال ۱۹۹۳ در حکومت بوده‌است. این جایزه سالیانه اهدا می‌شود. جایزه شامل ۱۵۰٬۰۰۰ دلار، یک مدال طلا و دیپلم صلح است. اگر دریافت کنندگان متعدد باشند، مبلغ فوق به‌طور مساوی بین شان تقسیم می‌شود.

## گیرندگان جوایز
| سال  | دریافت کننده           | دریافت کننده                                  | کشور                      | توضیحات |
| ---- | ---------------------- | --------------------------------------------- | ------------------------- | --- |
| ۱۹۹۱ |                        | نلسون ماندلا                                  | آفریقای جنوبی             | «برای همکاری در صلح جهانی، و تشویقشان به ادامه تلاشهایشان و برای بزرگداشت آنچه در آموزش مردمانشان در فهم و درک برخورد متعصبانه انجام دادند، آنچه که در سالیان قبل برای بسیاری نشدنی می‌نمود.» |
| ۱۹۹۱ | اف. دبلیو. کلرک        |                                               | آفریقای جنوبی             | «برای همکاری در صلح جهانی، و تشویقشان به ادامه تلاشهایشان و برای بزرگداشت آنچه در آموزش مردمانشان در فهم و درک برخورد متعصبانه انجام دادند، آنچه که در سالیان قبل برای بسیاری نشدنی می‌نمود.» |
| ۱۹۹۲ |                        | آکادمی قانون بین‌الملل در لاهه                 | هلند                      | «ما معتقدیم که جهان در یک مرحله جدید از روابط بین‌الملل است که کاملاً با آنچه ما اخیراً از ان عبور کرده‌ایم متفاوت است. (. . .) و ما مطمئن هستیم که قانون بین‌الملل بایستی نقش بیشتری در حل و فصل اختلافات بین‌الملل و همچنین در حل مشکلات بین‌المللی ایفا کند.» |
| ۱۹۹۳ |                        | یاسر عرفات                                    | فلسطین                    | «ما به این نتیجه رسیده‌ایم که تاریخی‌ترین و مهم‌ترین واقعه امسال طبعاً معاهده بین فلسطینی‌ها و اسرائیل بوده‌است و بنابراین کمیته ما جایزه صلح فلیکس هوفویت-بوینی سال ۱۹۷۳ را به نخست‌وزیر اسحاق رابین و وزیر خارجه شیمون پرز، و به رئیس یاسر عرفات برای سازمان آزادیبخش فلسطین اعطا می‌کند.»                                                                                             |
| ۱۹۹۳ |                        | اسحاق رابین                                   | اسرائیل                   | «ما به این نتیجه رسیده‌ایم که تاریخی‌ترین و مهم‌ترین واقعه امسال طبعاً معاهده بین فلسطینی‌ها و اسرائیل بوده‌است و بنابراین کمیته ما جایزه صلح فلیکس هوفویت-بوینی سال ۱۹۷۳ را به نخست‌وزیر اسحاق رابین و وزیر خارجه شیمون پرز، و به رئیس یاسر عرفات برای سازمان آزادیبخش فلسطین اعطا می‌کند.»                                                                                             |
| ۱۹۹۳ | شیمون پرز              |                                               | اسرائیل                   | «ما به این نتیجه رسیده‌ایم که تاریخی‌ترین و مهم‌ترین واقعه امسال طبعاً معاهده بین فلسطینی‌ها و اسرائیل بوده‌است و بنابراین کمیته ما جایزه صلح فلیکس هوفویت-بوینی سال ۱۹۷۳ را به نخست‌وزیر اسحاق رابین و وزیر خارجه شیمون پرز، و به رئیس یاسر عرفات برای سازمان آزادیبخش فلسطین اعطا می‌کند.»                                                                                             |
| ۱۹۹۴ |                        | خوآن کارلوس اول اسپانیا                       | اسپانیا                   | «(. . .) پادشاه اسپانیا برای نقش اودر انتقال دمکراسی، برای ادامه تلاش او برای حفاظت ا ز اقلیت‌ها در انتقال دموکراسی، و برای نقش آشتی جویانه بین‌المللی که اسپانیا ایفا نموده‌است. (کارتر برای) ظرفیت او به عنوان مدیر مرکز کارتر و تلاش او برای پیگیری صلح در بسیاری از مناطق مختلف جهان (. . .) موفقیت در انجام این تلاش حتی قبل ازاینکه دولت کشورش از او خواستار جنین کاری باشد.» |
| ۱۹۹۴ |                        | جیمی کارتر                                    | ایالات متحده              | «(. . .) پادشاه اسپانیا برای نقش اودر انتقال دمکراسی، برای ادامه تلاش او برای حفاظت ا ز اقلیت‌ها در انتقال دموکراسی، و برای نقش آشتی جویانه بین‌المللی که اسپانیا ایفا نموده‌است. (کارتر برای) ظرفیت او به عنوان مدیر مرکز کارتر و تلاش او برای پیگیری صلح در بسیاری از مناطق مختلف جهان (. . .) موفقیت در انجام این تلاش حتی قبل ازاینکه دولت کشورش از او خواستار جنین کاری باشد.» |
| ۱۹۹۵ |                        | کمیساریای عالی سازمان ملل متحد برای پناهندگان | سویس                      | «ما همگی موافقت کرده‌ایم که به دفتر کمیساریای عالی پناهندگان سازمان ملل متحد برای کاری که انجام می‌دهد و همچنین به خانم اوگاتا کمیسر عالی پناهندگان سازمان ملل جایزه دوچندان بدهیم برای کیفیت متمایزی که او به ماموریتش اضافه نموده و برای عالی بودن تلاش‌هایش و شیوه ای که او توجه بین‌المللی به پناهندگان را بالا برده‌است .»                                                       |
| ۱۹۹۵ |                        | ساداکو اوگاتا                                 | ژاپن                      | «ما همگی موافقت کرده‌ایم که به دفتر کمیساریای عالی پناهندگان سازمان ملل متحد برای کاری که انجام می‌دهد و همچنین به خانم اوگاتا کمیسر عالی پناهندگان سازمان ملل جایزه دوچندان بدهیم برای کیفیت متمایزی که او به ماموریتش اضافه نموده و برای عالی بودن تلاش‌هایش و شیوه ای که او توجه بین‌المللی به پناهندگان را بالا برده‌است .»                                                       |
| ۱۹۹۶ |                        | آلوارو انریکه آرزو                            | گواتمالا                  | |
| ۱۹۹۶ | رولاندو موران          |                                               | گواتمالا                  | |
| ۱۹۹۷ |                        | فیدل راموس                                    | فیلیپین                   | «بخاطر معاهده ای که آنها در دوم سپتامبر ۱۹۹۶ برای خاتمه دادن به جنگ بین خود یعنی دولت فیلیپین و جبهه آزادیبخش ملی مورو بستند.» |
| ۱۹۹۷ | نور مسواری             |                                               | فیلیپین                   | «بخاطر معاهده ای که آنها در دوم سپتامبر ۱۹۹۶ برای خاتمه دادن به جنگ بین خود یعنی دولت فیلیپین و جبهه آزادیبخش ملی مورو بستند.» |
| ۱۹۹۸ |                        | شیخ حسینه                                     | بنگلادش                   | «برای اعطای جایزه سال ۱۹۹۸ به شیخ حسینه، نخست‌وزیر جمهوری خلق بنگلادش که در ۲ دسامبر ۱۹۹۷قرارداد صلح را امضاء کرد که به ۲۵ سال جنگ داخلی پایان داد، و به سناتور جرج میچل که کارش بازیگران اصلی بحران ایرلند را به امضای قرارداد جمعه نیک رهنمون شد، هیئت ژوری خواسته‌است توجه را بر روی تلاش‌هایی که برای رسیدن به صلح از طریق گفتگو و مذاکره انجام گرفته متمرکز نماید.»            |
| ۱۹۹۸ |                        | جرج جی. میچل                                  | ایالات متحده              | «برای اعطای جایزه سال ۱۹۹۸ به شیخ حسینه، نخست‌وزیر جمهوری خلق بنگلادش که در ۲ دسامبر ۱۹۹۷قرارداد صلح را امضاء کرد که به ۲۵ سال جنگ داخلی پایان داد، و به سناتور جرج میچل که کارش بازیگران اصلی بحران ایرلند را به امضای قرارداد جمعه نیک رهنمون شد، هیئت ژوری خواسته‌است توجه را بر روی تلاش‌هایی که برای رسیدن به صلح از طریق گفتگو و مذاکره انجام گرفته متمرکز نماید.»            |
| ۱۹۹۹ |                        | جامعه سیت ایگیدیو                             | ایتالیا                   | «به پاس مصالحه بین الجزایر، موزامبیک، گینه بیسائو و یوگسلاوی، برای تلاششان در تفاهم انسانی و برای کنار زدن منابع مذهبی، سیاسی و قومی درگیری‌ها» |
| ۲۰۰۰ |                        | مری رابینسون                                  | ایرلند                    | «بخاطر تلاشهای بسیار او در دفاع و ارتقای حقوق بشر. تصمیم متفق‌القول گرفته شد.» |
| ۲۰۰۱ | جایزه ای اعطا نشد.     | جایزه ای اعطا نشد.                            | جایزه ای اعطا نشد.        | جایزه ای اعطا نشد. |
| ۲۰۰۲ |                        | ژانانا گوژماو                                 | تیمور شرقی                | «برای تلاشهای او در جنگ برای کرامت انسان و برای هدایت او که روحیه انسانی را نه تنها در منطقه او بلکه در تمامی جهان، بالا برده‌است.» |
| ۲۰۰۳ |                        | راجر اتچگار                                   | فرانسه                    | «به رسمیت شناختن اقدام آنها در جهت مذاکره بین مذهب، تحمل و صلح است» |
| ۲۰۰۳ |                        | مصطفی سریه                                    | بوسنی و هرزگوین           | «به رسمیت شناختن اقدام آنها در جهت مذاکره بین مذهب، تحمل و صلح است» |
| ۲۰۰۴ | جایزه ای اعطا نشد      | جایزه ای اعطا نشد                             | جایزه ای اعطا نشد         | جایزه ای اعطا نشد |
| ۲۰۰۵ |                        | عبدالله واده                                  | سنگال                     | «برای تلاشهای او درآوردن دموکراسی به سنگال و نقش او نقش او در وساطت در منطقه» |
| ۲۰۰۶ | جایزه ای اعطا نشد      | جایزه ای اعطا نشد                             | جایزه ای اعطا نشد         | جایزه ای اعطا نشد |
| ۲۰۰۷ |                        | مارتی آهتیساری                                | فنلاند                    | «بخاطر پیش بردن پروسه ای که به صلح در نامیبیا انجامید و برای تلاشهای بسیار ارزشمندش در میانجیگری در جنگ داخلی بین دولت اندونزی و جنبش آزادی آچه» |
| ۲۰۰۸ |                        | لوئیس ایناسیو لولا دا سیلوا                   | برزیل                     | «بخاطر اقداماتش در جهت صلح، مذاکره، دموکراسی، عدالت اجتماعی، و همچنین برای تلاش ارزشمند او در ریشه کنی فقر و در حمایت از حقوق اقلیت‌ها»' |
| ۲۰۰۹ | جایزه ای اعطا نشد      | جایزه ای اعطا نشد                             | جایزه ای اعطا نشد         | جایزه ای اعطا نشد |
| ۲۰۱۰ | جایزه ای اعطا نشد      | جایزه ای اعطا نشد                             | جایزه ای اعطا نشد         | جایزه ای اعطا نشد |
| ۲۰۱۱ |                        | مادربزرگان پلازا د مایو                       | اسپانیا                   | «بخاطر تلاش در دفاع از حقوق بشر این جایزه را دریافت کردند» |
| ۲۰۱۳ | Francois Hollande 2015 | فرانسوا اولاند                                | فرانسه                    | |
| ۲۰۱۷ |                        | اس‌اواس مدیترانه‌ای                             | اروپا                     | |
| ۲۰۱۷ |                        | جوزی نیکولینی                                 | لامپدوزا الینوزا- ایتالیا | |
| ۲۰۱۹ | Abiy Ahmed 2015        | آبی احمد                                      | اتیوپی                    | بخاطر فعالیت‌های صلح‌طلبانه‌اش در کشور خودش و در منطقه شاخ افریقا |
| ۲۰۲۲ |                        | آنگلا مرکل                                    | آلمان                     | برای تلاش‌های وی در استقبال از پناهندگان در طول بحران مهاجرتی اروپا ۲۰۱۵ |